# Tmesisternus fulgens
Tmesisternus fulgens är en skalbaggsart som beskrevs av Stefan von Breuning 1939. Tmesisternus fulgens ingår i släktet Tmesisternus och familjen långhorningar. Inga underarter finns listade i Catalogue of Life.